# Braunweiler
Braunweiler là một xã thuộc huyện Bad Kreuznach trong bang Rheinland-Pfalz, phía tây nước Đức. Xã Braunweiler có diện tích 4,68 km², dân số thời điểm ngày 31 tháng 12 năm 2006 là 621 người.